# Tsivory
Tsivory is een plaats en commune in het zuiden van Madagaskar, behorend tot het district Amboasary Sud dat gelegen is in de regio Anosy. Tijdens een volkstelling in 2001 telde de plaats 12.054 inwoners.
De plaats biedt alleen lager onderwijs en beperkt middelbaar onderwijs aan. 84% van de bevolking werkt er als landbouwer, 5% houdt zich bezig met veeteelt en 1% verdient zijn brood als visser. De belangrijkste landbouwproducten zijn rijst en maniok, andere belangrijke producten zijn mais en pinda's. Verder is 10 % actief in de dienstensector.